# Den nya kvinnan
Den nya kvinnan är en svensk teaterpjäs som skrevs av Kerstin Thorvall för TV-teatern 1965. För regi stod Lars Löfgren.
Pjäsen finns även utgiven i bokform på Albert Bonniers Förlag.

## Rollista
- Maud Hyttenberg
- Christina Schollin – Inger
- Marianne Stjernqvist
- Ove Tjernberg
- Öllegård Wellton
- Carl-Gunnar Wingård

### Fotnoter
1. ↑  ”Den nya kvinnan”. IMDb.com. http://www.imdb.com/title/tt0309932/fullcredits?ref_=tt_cl_sm#cast. Läst 12 mars 2013.
2. ↑  ”Den nya kvinnan”. Libris.kb.se. http://libris.kb.se/bib/1668381. Läst 12 mars 2013.